# Male Dole pri Temenici
Male Dole pri Temenici este o localitate din comuna Ivančna Gorica, Slovenia, cu o populație de 29 de locuitori.